# Пакс (повість)
Пакс (англ. Pax) — повість американської письменниці Сари Пенніпакер, написана у 2016 році. Надрукована видавництвом Harper Collins 25.02.2016. За словами авторки, у романі вона «хотіла сказати щось про несправедливість шкоди, завданої дітям під час війни, яку ведуть дорослі, а також про дивовижні душевні зв'язки, які можливі між дітьми та тваринами. Цей роман надзвичайно важливий для мене — таке відчуття, ніби це книга, до якої мене готували всі мої інші книги».

## Сюжет
Головні герої роману — дванадцятирічний хлопчик Пітер та лис на прізвисько Пакс.
Мати Пітера загинула в автокатастрофі, коли хлопчику було вісім років. Він залишився з батьком. Під час однієї з прогулянок лісом, хлопчик знаходить ледь живе лисеня та забирає його додому. Він дає йому прізвисько Пакс.
Але батько збирається йти на війну та увозить Пітера із домівки до діда. На узбіччі дороги, біля лісу, він наказує Пітерові залишити Пакса. Хлопчик змушений залишити лиса, але сам не згоден з рішенням батька.
Перебуваючи у дідовій хаті Пітер роздумує над ситуацією та розуміє, що покинув друга. Хлопчик вирішає повернутися у ліс за Паксом. Він збирає необхідні речі та вирушає у подорож.
На своєму шляху Пітер проходить багато випробувань, навіть, після перелому ноги, вчиться ходити на милицях. Він зустрічає людей, яки розуміють та допомагають йому.
В цей час Пакс, дотепер домашня тварина, освоює життя у дикій природі. Але він не тільки зустрічає друзів серед тварин, але й вимушений захищатись. Із іншим лисом він мандрує з метою пошуку безпечного місця. Та приходять «хворі на війну люди» і ліс стає небезпечним: на мінному полі гине красень-олень та новий друг Пакса, старий лис на прізвисько Сивий, скалічене молоде лисеня… І весь час Пакс відчуває та чекає «свого хлопця».
Незабаром, попри всі негаразди, друзі знаходять один одного. Але у Пакса вже є родина — руда лисиця Сердита та її брат Дрібний.
Пітер і Пакс зустрічаються, щоб знов розлучитися, але залишитися «нероздільними»…

## Цікаві факти
Повість має авторську посвяту: «Моєму агентові Стівенові Малку, який сказав: «Пакс».

## Нагороди та визнання
За версією американської газети The New York Times, «Пакс» є однією з найкращих дитячих книжок 2016 року.
Повість відзначена меморіальною премією Джуді Лопес, 2017.

## Відгуки
На думку директора видавництва Harper Collins Children's Books Гаррієт Вілсон (Harriet Wilson): «Пакс» — це сучасна класика“.